# Главный механик (железные дороги)
Главный механик или главный инженер-механик (англ. chief mechanical engineer), ранее локомотивный суперинтендант (англ. locomotive superintendent) — должность в железнодорожных компаниях Великобритании, Австралии и Новой Зеландии. Лицо, занимающее данную должность, отвечает перед советом директоров компании за строительство и техническое обслуживание подвижного состава (включая локомотивы). В Великобритании должность локомотивного суперинтенданта была введена в конце 1830-х годов, а должность главного механика — в 1886 году.

## Профессиональная роль
В раннюю викторианскую эпоху проекты каналов или железных дорог готовились группами так называемых «промоутеров», то есть лиц, непосредственно заинтересованных в реализации проекта. Они нанимали таких специалистов, как инженеры-строители, геодезисты, архитекторы, или подрядные организации для прокладки маршрута. В результате появлялся проспект, излагающий предложение. При условии, что под проект может быть привлечён адекватный капитал, от землевладельцев получены необходимые разрешения и, в Великобритании, получено одобрение парламента (в других странах процедура может отличаться), могло начаться строительство новой линии, либо новой компанией, специально сформированный под проект, либо уже существующей компанией.
Проектированием, строительством и эксплуатацией канала или железной дороги руководили люди, которые, в свою очередь, могли быть наняты промоутерами проекта. Некоторые из первых строителей железных дорог были самоучками, другие приобрели инженерный опыт, строя каналы или проходя военную службу. В Великобритании в 1818 году был основан Институт гражданских инженеров с Томасом Телфордом качестве первого президента, и его появление предшествовало многим железнодорожным проектам. Институт получил королевскую грамоту в 1828 году. В 1847 году был основан Институт инженеров-механиков, первым президентом которого стал Джордж Стефенсон. Корпус королевских инженеров, британская военная организация, появилась раньше этих гражданских институтов и имела большой опыт железнодорожного дела применительно к военным нуждам. По этой причине в течение почти 150 лет с момента своего основания Торговым советом в 1840 году Железнодорожная инспекция Её Величества набирала в свое «старшее» подразделение в качестве инспекторов железных дорог отставных офицеров Корпуса. В Инспекции они сохраняли прежнее воинское звание. первый инспектор железнодорожного транспорта без опыта военной службы был назначен только в 1985 году: он перешел из «младшего» подразделения, где занимал должность трудового инспектора. В течение того же периода, почти полтора века, инспекцию возглавлял отставной офицер Королевского инженерного корпуса в качестве главного инспектора. Другие бывшие армейские офицеры, такие как Чарльз Блейкер Виньоль, предпринимали новую карьеру на железных дорогах, когда после окончания наполеоновских войн не имели возможности реализовать свои способности.
В Великобритании железнодорожные компании нанимали инженера или главного инженера, который обычно был по профессии гражданским инженером. Эта руководящая должность была в компании постоянной, в отличие от, например, подрядчиков, которых нанимали только для выполнения определенных задач, таких как строительство линии. У главного инженера были свои подчинённые и бюджет, он являлся одним из высших должностных лиц компании. Главный инженер отвечал за все инженерные вопросы: инфраструктурные, включая мосты, путепроводы, туннели и пути; а позднее — механические, в том числе подвижной состав. На некоторых ранних железных дорогах, таких как Железная дорога Ливерпуль — Манчестер (L&MR), открывшаяся в 1830 году, шли споры, использовать ли стационарные двигатели и канаты или предпочесть локомотивы. В некоторых случаях, когда локомотивы были слишком тяжелыми, чугунные рельсы, по которым им приходилось ехать, ломались; у локомотивов отваливались колеса, сами они сходили с рельсов или выходили из строя. Наконец, совет директоров L&MR согласилось на использование локомотивов. Выбор паровоза был осуществлён на конкурсной основе во время Рейнхильских состязаний. Вскоре после этого многие железнодорожные компании решили создавать собственные железнодорожные мастерские, хотя и продолжали покупать локомотивы у независимых производителей, таких как Robert Stephenson and Company, основанная Джорджем и Робертом Стефенсонами в 1828 году. Некоторые железнодорожные компании управляли собственными паромами и судами, и это также входило бы в обязанности их главного инженера, хотя сами суда покупались на независимых верфях. Иной подход впервые продемонстрировал Изамбард Брюнель, который спроектировав три больших парохода: Great Western, Great Britain и Great Eastern: первые два строились на верфях в Бристоле, а третий — в Миллуолле (Лондон). В 1857 году в Шотландии был основан Институт инженеров и кораблестроителей как профессиональный орган представителей этих профессий.
На железных дорогах обособилась должность инженера, отвечавшего за механические устройства. По ответственность инженера-механика перешло оборудование с подвижными частями, в первую очередь, локомотивы и вагоны. Частные компании разрабатывали и производили эти изделия на заказ и могли предлагать железнодорожным компаниям как стандартные конструкции, так и специально разработанные под конкретные нужды. Другим вариантом было проектирование и строительство подвижного состава в собственных мастерских. В августе 1837 года, например, Изамбард Брюнель, главный инженер Great Western Railway, назначил Дэниела Гуча локомотивным суперинтендантом компании, поручив ему строительство локомотивов, организацию их обслуживания и ремонта. Гуч предложил построить посреди голого поля завод и рабочий посёлок при нём, что в конце концов привело к появлению города Суиндон. Это был не единственный пример градообразующей роли железнодорожного производства в Англии, другим известным примером является город Кру.

## Локомотивный суперинтендант
Изначально, когда железнодорожная компания решала строить собственный подвижной состав, роль инженера-механика рассматривалась как вспомогательная по сравнению с ролью главного инженера. Это нашло отражение в названиях должностей: начальник локомотивного департамента, бригадир локомотивного производства, локомотивный суперинтендант.
Но со временем инженеры-механики стали требовать большего уважения и повышения оплаты своего труда, и средством достижения этих целей стало повышение уровень должности с введением поста главного механика (англ. chief mechanical engineer, сокращённо CME) Первым главным механиком в Великобритании стал в 1886 году Джон Аспиналл, работавший на Lancashire and Yorkshire Railway. Ещё шесть крупных британских железнодорожных компаний ввели пост главного механика в период с 1902 по 1914 год.

## Функции
Главный механик отвечал за все вопросы, связанные с локомотивами, включая проектирование, испытания и модификацию существующих конструкций.
Первые инженеры-механик занимались всем механическим оборудованием с подвижными частями, в том числе в течение многих лет отвечали за железнодорожную сигнализацию, в частности, семафоры, которые в то время управлялись механически. С появлением на железных дорогах слаботочных цепей, например, в системах электрического телеграфа, телефона и электрической сигнализации ответственность за эти системы была передана департаментам сигнализации и телеграфа.